# Christian Wilhelm August Königsdörffer
Christian Wilhelm August Königsdörffer (* 24. Mai 1781 in Dohna; † 4. April 1851 in Dresden) war ein deutscher Beamter.

## Leben
Christian Wilhelm August Königsdörffer war der Sohn von Anton August Königsdörffer, späterer Auditeur in Dresden.
1798 begann er während des Wintersemesters ein vierjähriges Studium an der Akademie der Künste in Dresden; im Sommerhalbjahr verdiente er sich durch praktische Arbeit die notwendigen finanziellen Mittel zum Weiterstudium. Nach deren Beendigung 1802 erhielt er das Zeugnis eines guten Talentes in eigenen schönen Erfindungen sowohl der bürgerlichen als auch höheren Baukunst und nahm die Stelle als Bauinspektor bei der Gräfin Callenbach in der Uckermark an.
1810 kehrte er nach Sachsen zurück und trat in den Staatsdienst ein. Ihm wurde die Aufsicht und Instandhaltung der Brücken bei Eilenburg übertragen, die wegen der damaligen Truppenmärsche nach Russland sehr wichtig waren; diese Aufgabe behielt er bis 1813. In dieser Zeit leitete er dazu mehrere Brückenbauten in der Umgebung der Stadt. Er beschäftigte sich auch in dieser Zeit mit der Zeichnung von Plänen zur Überbrückung der Newa in St. Petersburg, die er Nikolai Grigorjewitsch Repnin-Wolkonski vorlegte und damit dessen Interesse weckte, so dass diese bei dem späteren Bau teilweise ausgeführt wurden.
1813 wurde er als Landbaukonducteur nach Dresden versetzt; 1816 wurde er zum Landbaumeister befördert und führte viele öffentliche Bauten aus, sein wichtigstes Werk war allerdings die Wurzener Landbrücke. Am 19. Dezember 1830 wurde die Strombrücke nach siebenmonatiger Bauzeit freigegeben, 1831 wurde die Mühlgrabenbrücke in Eilenburg  gebaut und am 17. September 1832 übergab er dort, aufgrund von Unruhen unter den Bauarbeitern, verzögert die Landbrücke.
Im November 1835 übertrug ihm die Leipzig-Dresdner Eisenbahn-Compagnie für die Bahnstrecke Leipzig–Dresden den Bau der Muldenüberbrückung sowie 1836 der Elbebrücke Riesa, die er im März 1839 fertig gestellt übergab. Zusätzlich zu diesen Aufgaben wurde ihm die Verwaltung mehrerer Bezirke übertragen, dies führte allerdings zu einer Verschlechterung seiner Gesundheit sowie zu einer Minderung seiner Sehkraft, daher reichte er 1840 sein Entlassungsgesuch ein, das ihm dann auch bewilligt wurde. Das Angebot, die Anzahl seiner Bezirke zu verringern, musste er ausschlagen, weil er so stark sehbehindert war, dass er glaubte, er würde seine Aufgabe in diesem Amt vernachlässigen, wenn er weiter arbeite.
1844 wurde er in die Kommission berufen, die die Pläne zur Überbrückung des Göltsch- und Elstertales prüfen sollte. Die Kommission bildete der Baudirektor Albert Geutebrück, der emeritierte Landbaumeister Königsdörffer, der Wasserbaukommissar Johann Gottlieb Lohse, der Landbaumeister Carl Moritz Schlenkert (1787–1848) und die Professoren Johann Andreas Schubert und Gottfried Semper.
Christian Wilhelm August Königsdörffer heiratete 1813 in Dresden.
Zum Zeitpunkt seines Todes besaß er in Karbitz ein Braunkohlenwerk mit acht Grubenfeldern.